# 이스마일 아흐메드 이스마일
이스마일 아흐메드 이스마일(아랍어: إسماعيل أحمد إسماعيل, Ismail Ahmed Ismail, 1984년 9월 10일~)은 수단의 육상 선수로 주 종목은 중거리 달리기이다. 2008년 하계 올림픽에서 800m 종목 은메달을 획득하여 수단 최초의 올림픽 메달리스트가 되었다.

## 경력
하르툼에서 다르푸르의 원주민인 푸르족 가정에서 태어났다. 2003년 아프로-아시안 게임 800m에서 금메달을 획득했다. 아테네에서 열린 2004년 하계 올림픽에서는 800m 결승전에 올랐으나 8위에 그쳤다.
2008년 하계 올림픽 800m 결승전에서 1분 44.70초의 기록으로 은메달을 차지했다. 이는 수단의 올림픽 역사상 최초의 메달이다.

## 성적

### 주요 대회 성적
| 날짜            | 종목 | 대회                        | 장소     | 순위 | 기록    | 기타           |
| --------------- | ---- | --------------------------- | -------- | ---- | ------- | -------------- |
| 2004년 7월 17일 | 800m | 2004년 아프리카 육상 선수권 | 브라자빌 | 3위  | 1:45.87 |                |
| 2004년 8월 28일 | 800m | 2004년 하계 올림픽          | 아테네   | 8위  | 1:52.49 |                |
| 2006년 8월 11일 | 800m | 2006년 아프리카 육상 선수권 | Bambous  | 2위  | 1:46.65 |                |
| 2008년 8월 23일 | 800m | 2008년 하계 올림픽          | 베이징   | 2위  | 1:44.70 |                |
| 2009년 7월 13일 | 800m | 2009년 아테네 그랑프리      | 아테네   | 2위  | 1:43.82 | 개인 최고 기록 |

### 실외 개인 최고 기록
| 종목  | 날짜       | 장소      | 기록        |
| ----- | ---------- | --------- | ----------- |
| 800m  | 2009/07/13 | 아테네    | 1분 43초 82 |
| 1500m | 2005/05/01 | Palo Alto | 3분 41초 97 |

### 실내 개인 최고 기록
| 종목  | 날짜       | 장소   | 기록        |
| ----- | ---------- | ------ | ----------- |
| 800m  | 2009/02/26 | 프라하 | 1분 44초 75 |
| 1500m | 2001/03/09 | 리스본 | 4분 02초 79 |